# Емельяновская (Плесецкий район)
Емелья́новская — деревня в Плесецком районе Архангельской области. Входит в состав Кенозерского сельского поселения.

## География
Деревня находится на берегу озера Кенозеро, на расстоянии 130 км (по прямой) к юго-западу от посёлка городского типа Плесецк, административного центра района.

### Часовой пояс
Деревня Емельяновская, как и вся Архангельская область, находится в часовой зоне МСК (московское время). Смещение применяемого времени относительно UTC составляет +3:00.

## Население
| 2002 | 2010 | 2012 |
| ---- | ---- | ---- |
| 0    | →0   | ↗1   |